# Melagodu, Hassan
Melagodu là một làng thuộc tehsil Hassan, huyện Hassan, bang Karnataka, Ấn Độ.